# Równina Araratu

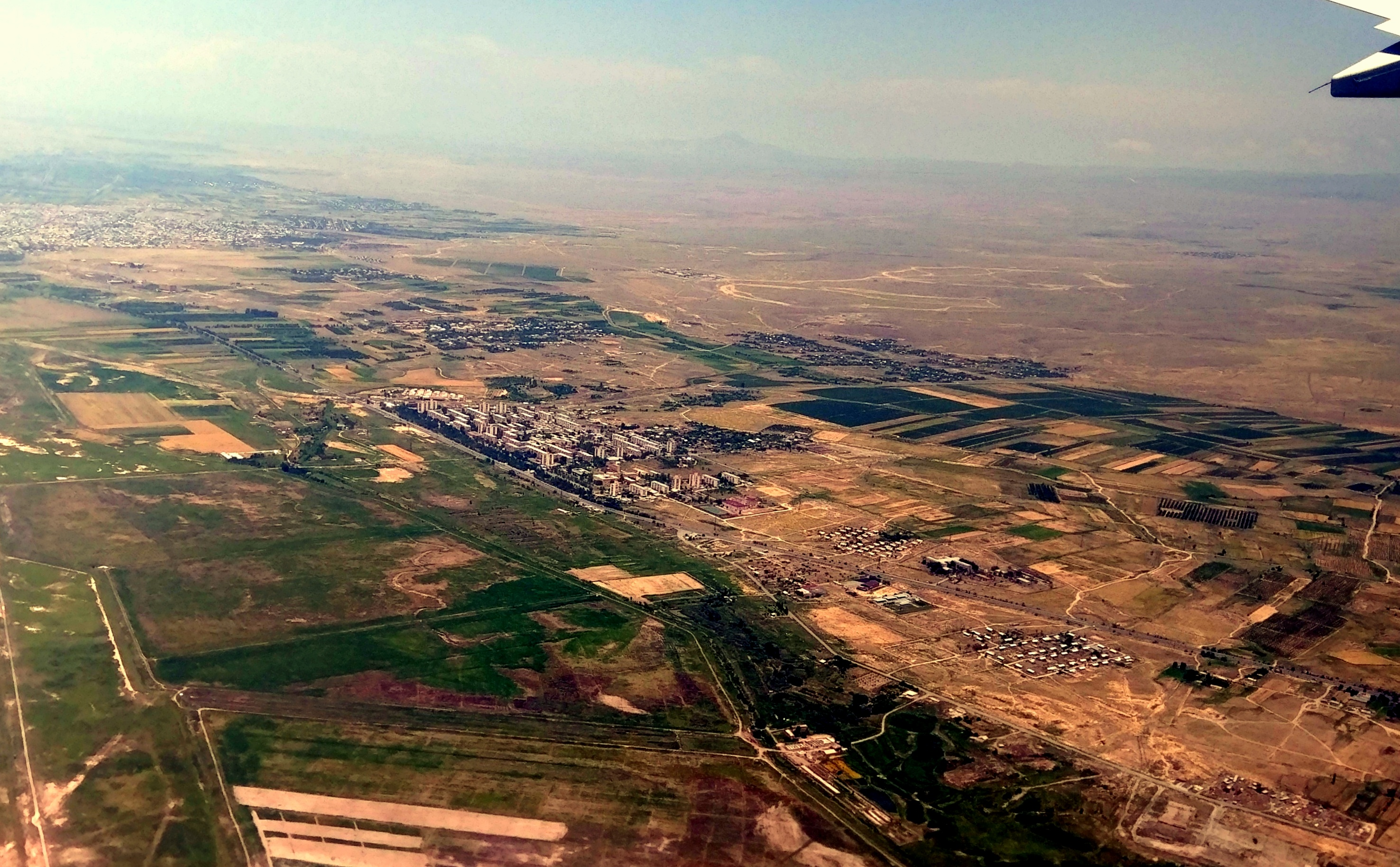
Równina Araratu z lotu ptaka. Na pierwszym planie miasto Mecamor

Równina Araratu – równina położona w środkowym biegu Araksu, pomiędzy Araratem na południu i Aragacem na północy. Długość – ok. 90 km, średnia wysokość – 850–1000 m n.p.m.
Większa jej część, na lewym brzegu Araksu, należy do Armenii, mniejsza; część na prawym brzegu – do Turcji. W centrum leży stolica Armenii – Erywań.